# Kemiri Lor
Kemiri Lor is een bestuurslaag in het regentschap Purworejo van de provincie Midden-Java, Indonesië. Kemiri Lor telt 1826 inwoners (volkstelling 2010).